# Robert Eitner
Robert Eitner (ur. 22 października 1832 we Wrocławiu, zm. 2 lutego 1905 w Templin) – niemiecki muzykolog.

## Życiorys
Uczył się prywatnie u Moritza Brosiga we Wrocławiu. W latach 1853–1882 pracował w Berlinie jako nauczyciel, od 1863 roku prowadził własną szkołę muyczną. Współzałożyciel Gesellschaft für Musikgeschichte (1868), przez wiele lat pełnił funkcję jego sekretarza. Był redaktorem wydawanych przez to towarzystwo czasopism „Monatschefte für Musikgeschichte” (od 1869) i „Publikationen älter praktischer und theoretischer Musikwerke” (od 1873). Był też współpracownikiem Allgemeine Deutsche Biographie.
Przygotował liczne wydania źródłowe do historii muzyki, szczególnie XVI i XVII wieku, przyczynił się też do usystematyzowania badań leksykograficznych.  Jego głównymi dziełami były Biographisch-Bibliograsphisches Quellen-Lexikon der Musiker und Musikgelehrten der Christlichen Zeitrechnung bis zur Mitte des neunzehten Jahrhunderts (10 tomów, wyd. Lipsk 1900–1904) oraz Miscellanea Musicae Biobibliographica (4 tomy, wyd, 1912–1916; wyd. 2 zrewid. 1959–1960). Był też autorem prac Verzeichnis neuer Ausgaben alter Musikwerke aus der frühesten Zeit bis zum Jahre 1800 (wyd. Berlin 1871), Bibliographie der Musik-Sämmelwerke des XVI. und XVII. Jahrhunderts (wyd. Berlin 1877), Die Oper von ihren ersten Anfängen bis 1750 (3 tomy, wyd. Berlin 1881–1885), Bücherverzeichnis der Musik-Literatur aus den Jahren 1839 bis 1846 im Anschluss an Becker und Büchtig (wyd. Berlin 1885), Quellen- und Hilfswerke beim Studium der Musikgeschichte (wyd. Lipsk 1891) i Buch- und Musikalienhandler, Buch- und Musikaliendrucker nebst Notenstecher, nur die Musikbetreffend (wyd. Lipsk 1904).
Zajmował się także kompozycją, napisał m.in. operę Judith, fantazję fortepianową na temat Tristana i Izoldy Wagnera, a także pieśni.